# Новгородська митрополія
Новгородська митрополія — митрополія Російської православної церкви, утворена в межах Новгородської області. Об'єднує Боровицьку та Новгородську єпархії.
Глава Новгородської митрополії має титул митрополит Новгородський та Старорусський. З моменту створення митрополії правлячим архієреєм є митрополит Лев (Церпицький).

## Історія
У 1589 році у зв'язку з заснуванням Патріаршества в Московії, Новгородська архієпископія набула статусу митрополії, у зв'язку з чим стала іменуватися Новгородською митрополією. У підпорядкування Новгородського митрополита з часом потрапили Корельські єпископи, які були вигнані шведами зі свого титулярного міста. Згодом вони стали звичайними вікаріями Новгородської єпархії. У Синодальний період (1700—1917 роки) Новгородська єпархія фактично злилася з Санкт-Петербурзькою, оскільки ними обома управляв один митрополит.
28 грудня 2011 року постановою Священного синоду з Новгородської єпархії виділено Боровицьку єпархію. Обидві єпархії при цьому включалися в утворену тоді ж Новгородську митрополію.

## Єпархії

### Боровицька єпархія
Територія: Боровицький, Мошенський, Окуловський, Хвойнинський, Пєстовський та Любитинський райони Новгородської області.

### Новгородська єпархія
Територія: Новгородський, Старорусський, Батецький, Валдайський, Волотовський, Дем'янський, Крестецький, Маловішерський, Марьовський, Парфінський, Поддорський, Солецький, Холмський, Чудовський і Шимський райони Новгородської області.